# La Fare-les-Oliviers
La Fare-les-Oliviers è un comune francese di 6 806 abitanti situato nel dipartimento delle Bocche del Rodano della regione della Provenza-Alpi-Costa Azzurra.

## Geografia

### Situazione
La Fare-les-Oliviers si trova in Provenza, nel dipartimento Bocche del Rodano, tra Coudoux, a est, Lançon-de-Provence, a nord e a ovest, Berre-l'Étang a sud-ovest e Velaux a sud-est. 
Costruita a fianco di colline sul massiccio del Mauribas, sulla riva destra dell'Arc, da una de dall'altra parte della vecchia strada dipartimentale n. 10. Essa confina a est con Berre-l'Étang, oltre la strada dipartimentale 113 e a ovest con l'autostrada A 7 (vallon de la vautubière) che la separa da Coudoux, a sud con l'Arc e a nord con la plaine de la vautade. È sovrastata dal Castellas e dal Pas du Renard.

## Società

### Evoluzione demografica
Abitanti censiti